# Spoorlijn Beslé - Blain
De spoorlijn Beslé - Blain was een Franse spoorlijn van Guémené-Penfao naar Blain. De lijn was 25,7 km lang en heeft als lijnnummer 465 000.

## Geschiedenis
De lijn werd geopend door de Administration des chemins de fer de l'État op 1 juli 1910. Reizigersverkeer werd opgeheven op 9 januari 1939, goederenvervoer werd opgeheven op 18 mei 1952. Daarna is de lijn opgebroken.

## Aansluitingen
In de volgende plaatsen is of was er een aansluiting op de volgende spoorlijnen:
Beslé
RFN 468 000, spoorlijn tussen Rennes en Redon
Coismo
RFN 464 000, spoorlijn tussen Saint-Vincent-des-Landes en Massérac
Blain
RFN 460 000, spoorlijn tussen Sablé en Montoir-de-Bretagne
RFN 520 000, spoorlijn tussen Blain en La Chapelle-sur-Erdre